# Yoshihiro Hamaguchi
Yoshihiro Hamaguchi (浜口喜博?, Hamaguchi Yoshihiro; Kagawa, 23 giugno 1926 – Tokyo, 9 agosto 2011) è stato un nuotatore giapponese.
Specializzato nello stile libero ha vinto la medaglia d'argento nella staffetta 4x200 m sl alle Olimpiadi di Helsinki 1952.

## Palmarès
- Olimpiadi
  - Helsinki 1952: argento nella staffetta 4x200 m sl.